# 武侠文化
武侠文化是盛行於華人地區的一種流行文化，體現於武俠作品的盛行，涵蓋了小說、漫畫、影視、電子遊戲和音樂等各種娛樂媒體。武俠文化以各式各樣的俠客為主角，神乎其技的武術為特點，刻畫出重情重義的俠客精神。
武侠在韓國稱作무협／（Mu-hyeop），並衍生出具有韓國特色的武俠風格。在日本，與武俠相近的作品多見於時代小說中，特別是那些以劍豪、武士或忍者作為主角的子類型。

## 历史
由来已久。最早的俠客可追溯到春秋战国时期的专诸、荆轲等人，他们的故事传颂千古，歷久不衰。最早的侠，见于《韩非子·五蠹》，“儒以文乱法，侠以武犯禁。”至司马迁的《史记》，专给游侠写了列传——《游侠列传》，其中，对游侠的评价是：“然其言必信，其行必果”，可以说，这是整个侠文化的总纲。班固的《汉书》亦写有《游侠传》。游侠以武力行事，敵視公家，不講法律，凭自己的力量、自己的眼光，个人的意气、个人的判断来决定是非和生杀。所以普通人往往将愿望寄托在侠客身上。
|                     | 胸中小不平，可以酒消之，世间之大不平，非剑不能消之。 |
| ——《幽梦影》清.张潮 |                                                      |

|          | 一箫一剑平生意，负尽狂名十五年。 |
| ——龚自珍 |                                  |

|                     | 赵客缦胡缨，吴钩霜雪明。银鞍照白马，飒沓如流星。 十步杀一人，千里不留行。事了拂衣去，深藏身与名。 闲过信陵饮，脱剑膝前横。将炙啖朱亥，持觞劝侯嬴。 三杯吐然诺，五岳倒为轻。眼花耳热后，意气素霓生。 救赵挥金槌，邯郸先震惊。千秋二壮士，煊赫大梁城。 纵死侠骨香，不惭世上英。谁能书阁下，白首太玄经。 |
| ——《俠客行》唐.李白 | |

在中国的曲艺当中，亦有颇多侠客的史迹，风尘三侠、紅線傳、聂隐娘、七侠五义、何玉凤等故事至今脍炙人口。

## 主題
典型的武俠故事中有幾個常見的主題，故事背景通常會設定在古代或近現代的中原，歷史背景可以是具體的年代，也可以模糊帶過。儘管不是必然、但武俠通常具有幻想元素，例如超自然的生物或是超能力。武術是武俠文化中必定出現的元素，故事的主要角色大多都能夠使用或知曉某種類型的武術。

### 武
武俠故事中的武術通常是基於現實世界中的中國武術，在武俠的世界裡、這些武術通常會被誇大，其產生的效果遠超過現實世界的武術。武俠故事中常見的能力包括武功、輕功、內功、點穴等，武俠故事裡的角色通常透過拜師學藝、虔心修煉和武林秘笈來學會這些武術。

### 俠
「俠」是中華文化中一種基於墨家文化的特有價值觀。

### 江湖
江湖不是一個實際存在的場所，在武俠文化中，江湖則是俠客們的活動範圍，「江湖」強調了它的變動性及危險性，「綠林」顯示了他的違法及不合理性，「武林」則限制了他屬於「武人」的屬性。
這個世界即使偶與歷史背景做結合，但虛構的成分仍然很濃厚，「這場域，自成一格，既模擬現實世界，又別闢蹊徑，擁有自足而完整的範疇、規律，與現實世界大相逕庭，基本上是由作者、讀者在某種默契下『虛構』而成。」
抽離歷史情境而虛構，從另一個角度而言，卻也等同於束縛的鬆綁，無論是經濟、政治、社會、法律的歷史實情如何，都無須顧慮，只須假借個虛擬的「古代」，作者只須擁有歷史常識（不是知識），即足以盡情馳
騁在此一想像的空間，將重心置放在英雄的江湖事業、兒女情長及恩怨讎報之中。
虛擬的「江湖世界」，除了存在「俠客」之外，也出現了大量的外來人物，「如文人社會中的書生、官吏、僚佐；宗教社會中的僧人、尼姑、道士；農村社會中的漁夫、樵子、農人；商人社會中的商賈、仕紳；其他如乞丐、妓女、兒童等。」這些三教九流的人物充實且豐富了新的江湖。經過了歷代小說家的改造，新的江湖走出了歷史，成為了一種虛擬但完整的社會型態。
江湖世界中的人物遵守正邪之分和實力至上的原則，同時也藐視世俗禮法，是自由自在的獨立個體，一般而言分為兩類：一是獨行俠，二是集團人物。前者獨來獨往，不受他人約束，後者統屬在某一具有成文或不成文規範下的「集團」，也就是所謂的「幫派」。

### 綠林
「綠林」原為山名，位於今湖北省當陽縣東北六十里處。西漢末年一場農民起義，使之成為「千古名山」，並成為一政治色彩濃厚的文化符號。唐代詩人的引詩人事，使得「綠林」最終成了結夥聚集山林反抗官府或搶劫財物的集團代稱。
在武俠小說中，風格各異的綠林人物成為江湖世界重要的組成份子，這些人物與其所屬門派幫會的一舉一動也影響著江湖的分分合合。武俠小說中的「綠林人物」指的並不是盜賊，也不是原先的農民義軍，而是偏向指黑道的幫會。
綠林中也存在一些特別的幫會，例如眾所周知的「丐幫」，一般武俠小說中的丐幫形象是很正派的，在金庸小說中更是賦予了丐幫一種「忠義」的特徵，使得原來在社會中品級低下，人見人憎的乞丐，得以憑藉滿腔忠義而揚眉吐氣。

## 體裁

### 小說

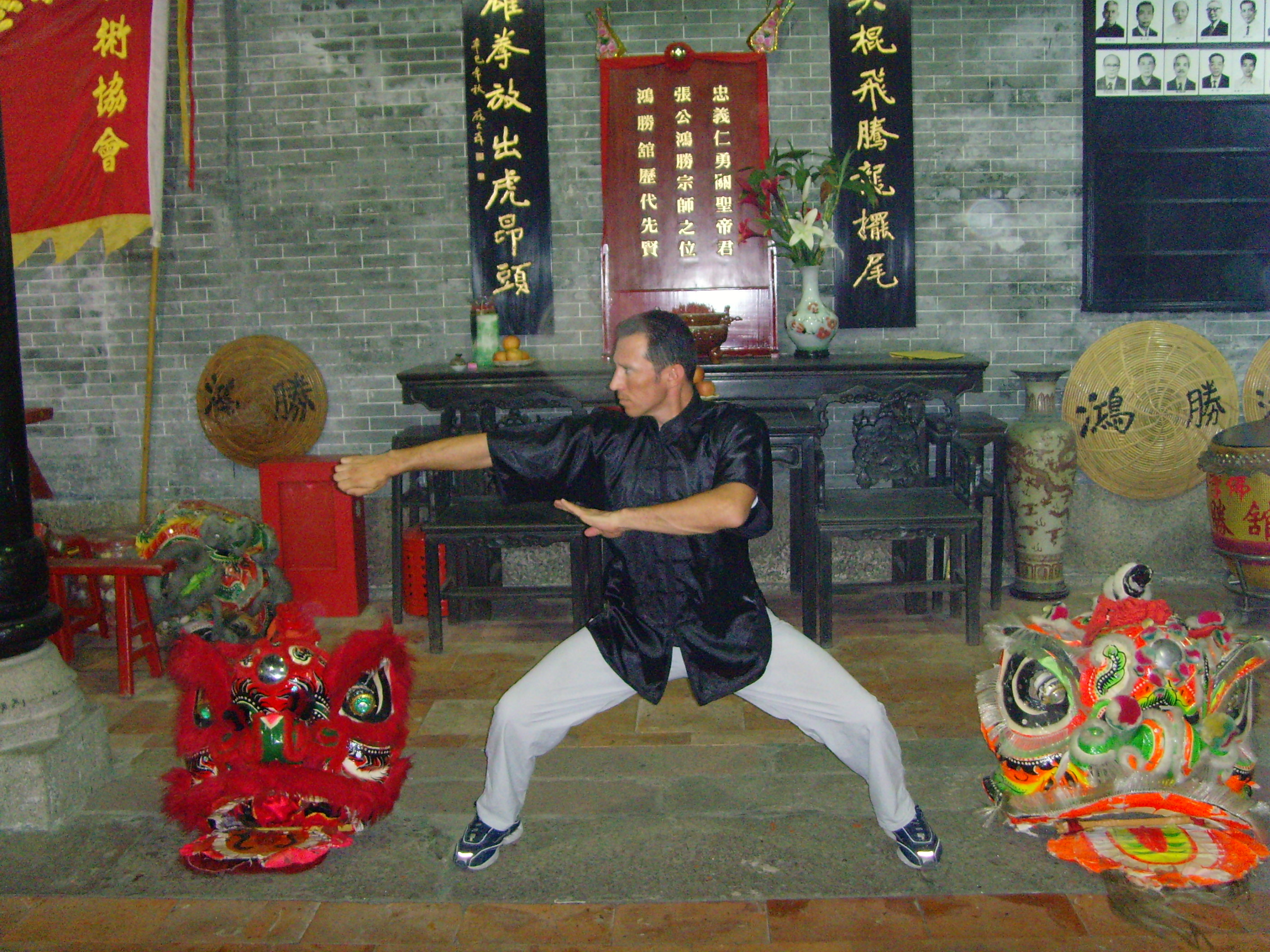
武當拳館

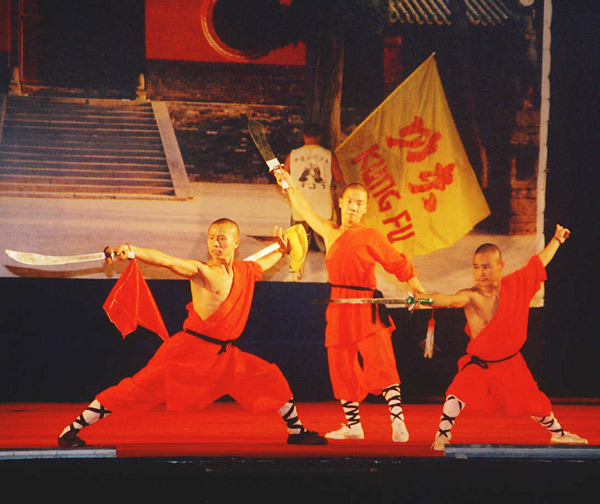
少林派

#### 興起
1952年初，香港武术界辈分较高、年纪较大的太极派掌门吴公仪与少壮的白鹤派掌门陈克夫发生冲突，于是这两人相约到澳门新花园摆擂台一决高下。澳港两地的人们争相拥看。《新晚报》的总编辑罗孚见市民对擂台比武如此痴迷，产生了在报纸上连载武侠小说的念头，並邀约梁羽生写武侠小说。梁羽生表示要考虑几天，罗孚索性在擂台比武的第二天便在报纸上登出要连载武侠小说的消息，将梁羽生逼上梁山。于是梁羽生在次日，即1954年1月20日开始连载第一部新派武侠小说《龙虎斗京华》。小说连载后轰动一时，《新晚报》销路大增，《大公报》也开始向梁羽生约稿。1955年，当时为救《新晚报》每日一篇“武侠”的急，从未写过小说的金庸开始写《书剑恩仇录》。1956年金庸再为《香港商报》连载《碧血剑》，1958年，金庸开始连载《射雕英雄传》，從此奠定武侠宗师的地位，被称为「有华人处，便有金庸小说」。以金庸，梁羽生，古龙为代表，开创了新派武侠小说，打破了武侠小说难登大雅之堂的主流看法。中国已有学者专门研究武侠小说。
武侠小说是中国武术派生的文化产物，包含“武”文化和“侠”文化。“武”文化通过小说中夸张的功夫描写，丰富展现了中国武术的源远流长。“侠”文化力图展现宁折不曲，为国为民的正气。
武侠小说涉猎极广，诗词，对联，曲艺，琴棋书画等尽在其中。这是一个虚拟的武侠世界，在这里，许多作家充分展现及发扬了中国的传统文化。
武侠小说往往通过角色各有特色的武术及各异的性格，来阐释人生的道理，被人们誉为“成人的童话”。武侠小说中有大段的武打描写，虽多数不够真实，带有夸张和幻想，但不少也能在现实中找到影子。武侠小说在华语地区深受欢迎，由武侠小说改编拍摄而成的电影及电视剧数量众多。虽然写作武侠小说的人不少，但作品良莠不齐，以金庸、古龙、梁羽生等人的作品最为有名。
最近大陆比较受欢迎的武侠作品有《昆仑》、《华音流韶》、《剑影茗香》等等。还有经典的武侠剧，21世纪大都为大陆拍摄，如《射雕英雄传》、《天龙八部》、《神雕侠侣》等。

#### 網路武俠小說
伴隨著網路的到來，大量的新一代武俠作品向網路蜂擁。這一前奏是首先將金庸、梁羽生、古龍的作品以電子檔形式以剛出現的光碟為載體傳播，便於用任何文本編輯器打開閱讀。而後出現了大批量的電子書的格式。真正的網路武俠的時代開始于網路文學興起的大潮，任何人可以向文學網站上傳個人作品，且這已成為許多文學網站謀生的商業手段。網路時代的武俠不再單純局限于簡單的傳統模式，更趨向于仿現實的趨勢，大致以大部分人公認的較好的作品來劃分，有兩個里程碑：黃易的《大唐雙龍傳》、《尋秦記》等作品，以及泥人的《江山如此多嬌》。前者同時創下了最長的武俠和歷史科幻武俠之先河兩大紀錄，後者是融合了現實的官場操縱江湖背景的情色作品。

### 电影
在电影传入中国后，功夫片成为中国电影的一大特色，是对世界电影的一大贡献，也使武术迈向了新的领域。功夫片，又称武术片、武侠片、武打片等，是以夸张的功夫格斗为特点的影片。至今中国已有多少部功夫片，已难以记数。而古装武侠电视剧，也在中文电视剧中占有相当大的比重。
1928年，明星影片公司开始拍摄的《火烧红莲寺》是中国第一部武侠片，也是中国第一个系列电影，前后共拍了18部。一经推出就获得了巨大好评，随后就有不少跟风之作，将武术片推向了第一个高潮。
黄飞鸿是清末时期中国的武术宗师，香港在五、六十年代起根据他的故事拍摄的黄飞鸿系列电影，共百余部，是世界上以同一题材拍摄最多集的系列电影。而李小龙，则带着他标志性的喊叫、双节棍与凌厉干脆的截拳道，将中国电影领入了全世界人们的视线中。对于许多不了解中国文化的人士来说，了解中国电影就是从看李小龙的电影开始，了解中国武术也是从李小龙开始的。李小龙也因电影成为了世界最著名的中国武术家。虽然李小龙是真正把中国武术引向西方的人，但他的电影并不是第一个国际放映的中国功夫片。第一部在海外正式做商业放映的中国功夫片是1971年邵氏公司出品，郑昌和导演、罗烈主演的《天下第一拳》，该片曾在美国1000家主流影院同时上映，盛况空前，成为1973年全球十大卖座电影之一。李小龙之后，成龙的电影以现代化的背景，轻松幽默的风格，再一次征服了世界观众。
电影《少林寺》80年代也曾在中国乃至世界影坛掀起一股新风格武术电影热潮，并使李连杰这个年轻的武术冠军一举成为国际级影星。于是《少林小子》、《南北少林》、《木棉袈裟》、《武当》、《南拳王》等片一拥而出，掀起了全民尚武的高潮。后来由他扮演，徐克导演的《黄飞鸿》系列，也深入人心。
中国的功夫片，演员多有武术基础，不少都是武术家。如主演黄飞鸿系列最多的关德兴，就是粤剧武生。而后的成龙、李连杰、赵文卓等，都是武术家。劉家良、劉家輝則更是黃飛鴻的傳人。而在拍摄中需要演员真正打斗起来，这样功夫片又催生出了一个新的电影职业——武术指导。武术指导开始只在中国功夫片中出现，后来西方电影在追求更加刺激的打斗过程中，也引入了该职业。

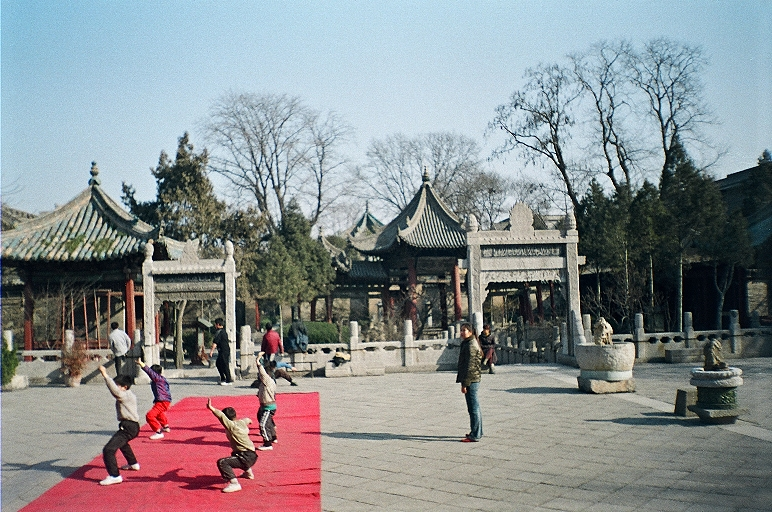
武俠片場

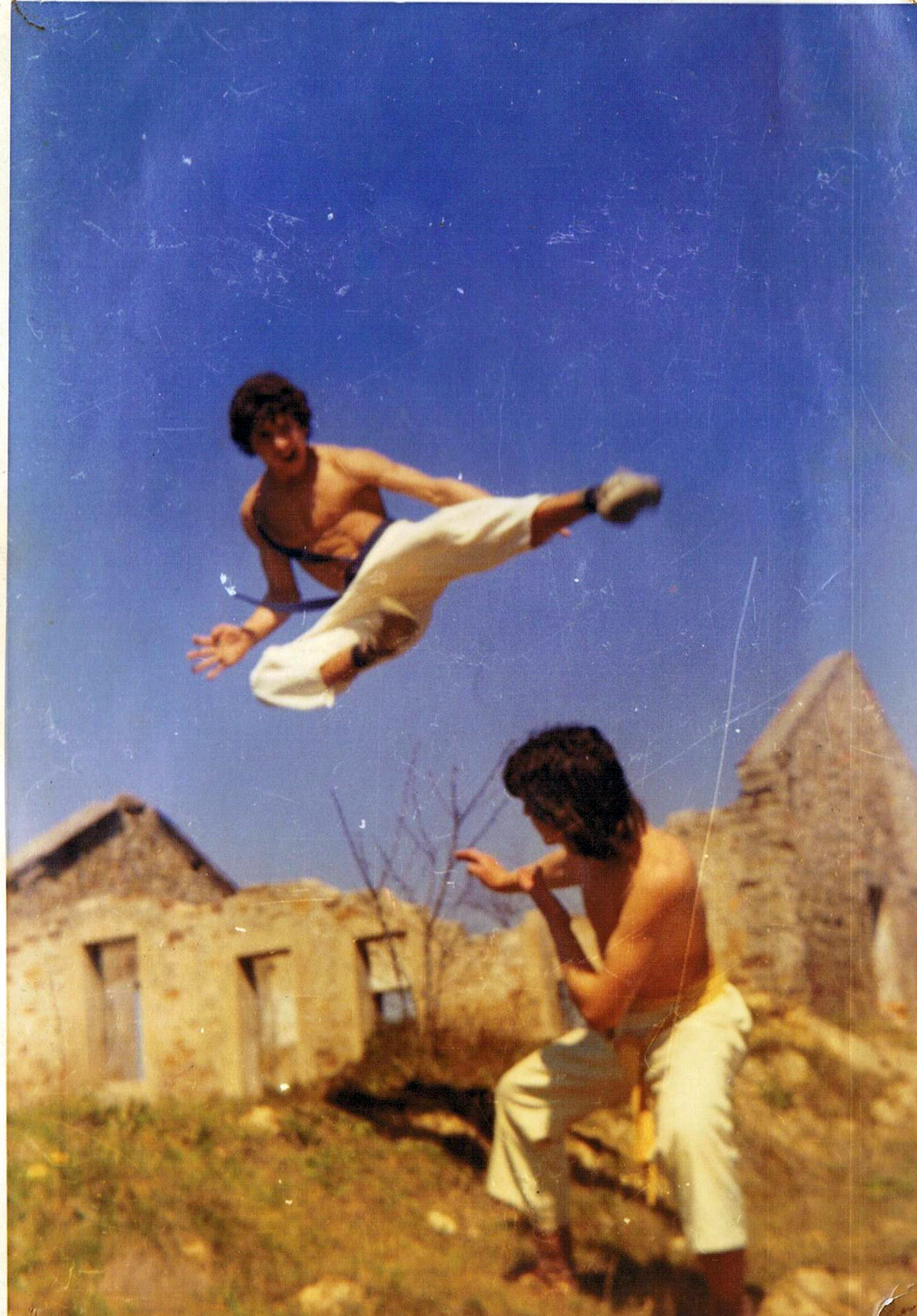
融合西方人演出的武俠片

2001年3月26日，台湾导演李安执导的功夫片《卧虎藏龙》以其清新的画面动作，西式的意识形态，获得了第73届奥斯卡金像奖最佳外语片等四个奖项，是功夫片第一次获此殊荣。由此也引发了中国武侠电影的一次风格转向。在《卧虎藏龙》后，大陆许多知名导演争相拍摄武侠片，每次都是班底精良的大制作，邀请亚洲知名演员主演，并积极做商业宣传。此批影片特点是：场面，动作，音乐等优美精细，颇具艺术观赏性；情节，对话等亦避免从前的粗俗，直接，构思方面追求一定的文学效果与内涵。
相对地，功夫片或中式武打，在国际电影界却越来越热。不仅在东方，西方国家也开始拍摄以功夫为卖点的电影，及在电视节目中插入越来越多的武打镜头。最明显的例子是好莱坞电影《駭客任務》（"The Matrix" 又译为《骇客帝国》或《二十二世纪杀人网络》）。影片将科幻题材，电脑特技和中国功夫很好地结合起来，在世界范围内获得了巨大成功。
为了表达对中国功夫片的敬意，香港著名喜剧演员周星驰也运用电脑特技拍摄了《功夫》，并于2004年底上映，广受好评。

### 电子游戏
中国武术在电子游戏上也占有一席之地。1991年，日本Capcom公司推出了一部划时代的街机游戏——街头霸王（street fighter），正式确立了格斗游戏的地位。而这部游戏中的唯一一位女性角色，也是唯一一名中国角色春丽（Chun Li），被设定使用中国功夫，她获得了全世界电子游戏爱好者的喜爱，是电子游戏中人气最高的女格斗家。
随后，不少日本游戏公司都推出了格斗游戏，里面大多会有一些人物被设定为中国武术家，有些游戏角色的设定明显带有李小龙或成龙的影子。不过，限于当时的技术，游戏一般只是二维(2D)画面，因此难以表现真正的武术，而只是一些模式固定的夸张招数。
随着技术的发展，20世纪90年代中期，数字技术已经发展到可以制作三维(3D)动作游戏。经典的代表作有日本世嘉公司的《VR战士》系列、日本南梦宫公司的《铁拳》系列和TECMO的《死或生》系列等。它们都是以模仿或捕捉真人动作而形成游戏角色动作，因此真实性大大提高。世嘉公司的知名游戏制作人铃木裕先生为了制作《VR战士》系列游戏，甚至还专门跑到中国河北省沧州去请教八极拳的传人吴连枝大师，甚至拜了师门，成为八极拳的入门弟子……在铃木裕先生后来的优秀游戏作品《莎木》系列中，以八极拳为代表的各种中国武术也得到了非常充分、合理的再现，令人叹服，获得了全世界范围的认可。
網際網路上以武俠為題材的遊戲首度小規模出現於1992年的免費MUD文字遊戲《東方故事》的部分內容，並且成為其後續作品《東方故事2 天朝帝國》的主要內容。該遊戲首度將武俠題材中對練武者的角色扮演、武術招式、對打等情境予以遊戲化，並且成為21世紀初期盛行的武俠題材線上遊戲始祖。

## 外部連結
- 中华武侠文化网 （页面存档备份，存于）